# Avenida Circunvalación (Lima)
La avenida Circunvalación es una de las principales avenidas de la ciudad de Lima, capital del Perú. Se extiende de noroeste a sureste, en los distritos de La Victoria, San Luis, Ate y San Borja, a lo largo de 22 cuadras. Toma la numeración de la avenida Nicolás Ayllón, iniciando su recorrido en la cuadra 10.

## Historia
La avenida se construyó sobre el trazado de un antiguo ferrocarril, que conectaba Lima y Lurín.

## Recorrido
Se inicia en la avenida Nicolás Ayllón, cerca del cerro El Pino, en el distrito de La Victoria, y la urbanización San Jacinto, en el distrito de San Luis. Entre las cuadras 15 y 16, la vía atraviesa un puente sobre la avenida Nicolás Arriola, que forma parte del intercambio vial El Pino.
Posteriormente, la vía recibe el tráfico de la avenida Canadá, el cual se deriva hacia el sur. En este tramo, la avenida pasa por la urbanización Salamanca de Monterrico, en el distrito de Ate. La avenida finaliza su recorrido en el intercambio vial de Monterrico, en el cruce con la avenida Javier Prado Este.